# Kraven the Hunter
Kraven the Hunter is een fictieve superschurk uit de strips van Marvel Comics, en een vijand van Spider-Man. Hij werd bedacht door Stan Lee en Steve Ditko, en verscheen voor het eerst in The Amazing Spider-Man #15 (augustus 1964).
De naam Kraven the Hunter is door drie personen gebruikt. De eerste en bekendste Kraven the Hunter was Sergei Kravinoff, een beroemde jager van groot wild. Hij was geobsedeerd door het bewijzen dat hij de ultieme jager was, en wilde dit bereiken door Spider-Man te vangen. Nadat deze Kraven zelfmoord had gepleegd, namen twee van zijn zonen de rol op zich.

## Biografie
Sergei Kravinoff, alias Kraven the Hunter, was een maniakale jager op groot wild, die koste wat het kost Spider-Man wilde verslaan om te bewijzen dat hij de beste jager ter wereld was. In tegenstelling tot andere jagers gebruikte Kraven geen wapens en gaf de voorkeur aan het doden van dieren met zijn blote handen. Hij gebruikte ook een mystiek serum dat hem krachten gaf gelijk aan die van Spider-Man, maar zelfs zonder dit serum was hij een bedreiging voor de muurkruiper. Maar Kravens continue onderschatting van Spider-Mans vindingrijkheid zorgde dat hij telkens faalde. Kraven werd zelfs lid van de eerste Sinister Six, maar zelfs met hun hulp kon hij Spider-Man niet verslaan.
In het verhaal "Kraven's Last Hunt" leidde Kravens ergernis over het feit dat hij Spider-Man niet kon verslaan ertoe dat hij helemaal doordraaide. Hij bedacht een nieuw plan waarmee hij Spider-Man daadwerkelijk wist te verslaan en zelfs leek te doden. Om nog verder te bewijzen dat hij inderdaad superieur was aan zijn vijand, trok Kraven een kopie van Spider-Mans kostuum aan en deed zich een tijdje voor als hem. Hij wist zelfs de superschurk Vermin te verslaan, die de echte Spider-Man alleen met behulp van Captain America kon verslaan. Ondertussen kwam Spider-Man bij van zijn gevecht met Kraven en spoorde hem op. Kraven begroette Spider-man en wees hem erop dat hij zijn stelling had bewezen. Vervolgens liet hij Vermin gaan, en terwijl Spider-Man de achtervolging inzette pleegde Kraven zelfmoord omdat hij verder geen doel meer in zijn leven had.
Veel van Kravens bondgenoten en familieleden werden pas onthuld na zijn dood. Het bleek dat Chameleon Kraven het idee had gegeven om op Spider-Man te gaan jagen. Na Kravens dood bleek Chameleon in werkelijkheid Dmitri Smerdyakov, Kravens halfbroer, te zijn. Kravens oude vriendin, de voodoo priesteres Calypso zette later de Lizard tegen Spider-Man op uit wraak voor Kravens dood.

## Sergeis zonen
Kraven had twee zonen die na zijn dood zijn alter ego overnamen. Hij had ook een derde zoon, Ned Tannengarden, die probeerde Alyosha te doden, maar zelf werd vermoord door Chameleon.

### Vladimir Kravinoff
Vladimir Kravinoff was een mutant die de naam "The Grim Hunter" aannam en besloot Spider-Man en enkele andere vijanden op te jagen. Hij vocht slechts eenmaal met Spider-Man, en zijn jaagmethoden waren vrijwel hetzelfde als die van zijn vader. Hij werkte kort samen met Hobgoblin en gaf hem zelfs zijn vaders krachtserum. Vladimir werd uiteindelijk vermoord door Kaine, een gestoorde kloon van Spider-Man.

### Alyosha Kravinoff
Kort na de dood van Vladimir nam zijn halfbroer Alyosha Kravinoff (of "Al Kraven"), de identiteit van Kraven the Hunter over. Hij werd eerst een tijdje gemanipuleerd door Clypso, maar vermoordde haar later. Alyosha werd zelf verslagen en bijna gedood door Venom, maar Spider-Man redde hem. Kort daarna besloot hij te stoppen met zijn criminele leven. Net als Vladimir was Alyosha een mutant, en een van de weinige die zijn krachten behield nadat Scarlet Witch bijna alle mutanten machteloos maakte.

## Krachten en vaardigheden

### De originele Kraven
Via magische drankjes verkregen Sergei en zijn zonen bovenmenselijke kracht en snelheid bijna gelijk aan dat van Spider-Man. Deze zelfde drankjes vertraagden ook hun verouderingsproces. Toen de originele Kraven stierf was hij al 70 jaar oud, maar hij zag er nog uit als een man in de bloei van zijn leven.
Ook de wendbaarheid, reflexen en het uithoudingsvermogen van Kraven werden versterkt door de drankjes. Maar ook zonder de deze drankjes had Sergei al de kracht en wendbaarheid van een olympisch atleet.
De originele Kraven was ook een briljante strateeg en ervaren jager. Hij was een meester in vele vormen van gewapende en ongewapende gevechten. Hij was ook bekend met medicijnen en exotische gifsoorten.

### Grim Hunter (Vladimir Kravinoff)
Grim Hunter gebruikte in gevechten ook elektrische handschoenen. Van Vladimir werd beweerd dat hij een mutant was. Wat zijn mutantengaven waren is niet precies bekend, maar er wordt gesuggereerd dat hij van nature al versterkte kracht en reflexen had, ook zonder de drankjes van zijn vader. Ook had hij natuurlijk versterkte zintuigen. Hij wordt tijdens de Clone Saga in een bloedstollend gevecht door Kaine gedood, die hem [zoals Kaine dat met zijn enorme krachten kan] de nek breekt.

### Al Kraven (Alyosha Kravinoff)
Alyosha had dezelfde vaardigheden als zijn vader, met als toevoeging dat hij dieren kon commanderen (waarschijnlijk als gevolg van zijn mutatie). Hij is ook beter bij zijn verstand dan zijn vader en broer.

## Ultimate Kraven
In het Ultimate Marvel-universum is Sergei Kravinoff de presentator van zijn eigen realityserie, waarin hij op gevaarlijke dieren jaagt, waarschijnlijk een parodie op The Crocodile Hunter. Hij kwam met het plan om Spider-Man live op televisie op te jagen en te doden om zo zijn kijkcijfers te verhogen. Maar toen hij Spider-Man eindelijk confronteerde, versloeg die hem gemakkelijk. Daarna werd hij gearresteerd. Dit alles werd rechtstreeks uitgezonden op televisie en betekende het einde van Sergeis-serie.
In de Ultimate Six-verhaallijn experimenteerde Kraven met zijn eigen DNA, wat hem in staat stelde in een gruwelijk weerwolfachtig monster te veranderen. Hij deed dit om wraak te nemen op Spider-Man. Hij werd verslagen door de Ultimates nog voordat hij een kans kreeg Spider-Man te bevechten. Hij werd opgesloten samen met Dr. Octopus, Electro, Green Goblin en Sandman. De vijf braken uit en dwongen Spider-Man om met hen de Ultimate Six te vormen. In een gevecht met de Ultimates werd Kraven getroffen door een bliksem van Thor en gearresteerd door S.H.I.E.L.D.

## Kraven in andere media
- Kraven deed mee in drie afleveringen van Spider-Man: The Animated Series. Zijn stem werd gedaan door Gregg Berger. In de serie had hij een verloofde genaamd Dr. Mariah Crawford. Sergei Kravinoff werd Kraven the Hunter toen Mariah een speciaal serum gebruikte om zijn leven te redden na een aanval van een roofdier. Dit serum vergrootte ook Kravens zintuigen en kracht, maar dreef hem tot waanzin. Uiteindelijk weet Spider-Man Kraven te genezen met een tegengif. In een latere aflevering helpt Kraven Mariah om de tot een enorme spin gemuteerde Spider-Man op te sporen, zodat ze hem een tegengif kan geven. Ten slotte keert hij nog een keer terug naar New York om Mariah, die nu zelf door het serum is veranderd in Calypso, te genezen.
- In de animatieserie Spider-Man Unlimited ontmoette Spider-Man op de planeet Counter Earth een alternatieve versie van Kraven. Deze Kraven de Hunter werd ingehuurd door Sir Ram om Spider-Man te vangen.
- Kraven verscheen in twee afleveringen van de animatieserie Spider-Man: The New Animated Series, waarin zijn stem werd gedaan door Michael Dorn.
- Kraven heeft een rol in de serie The Spectacular Spider-Man. Hij maakte zijn debuut in aflevering 13.